# 卡爾斯特湖

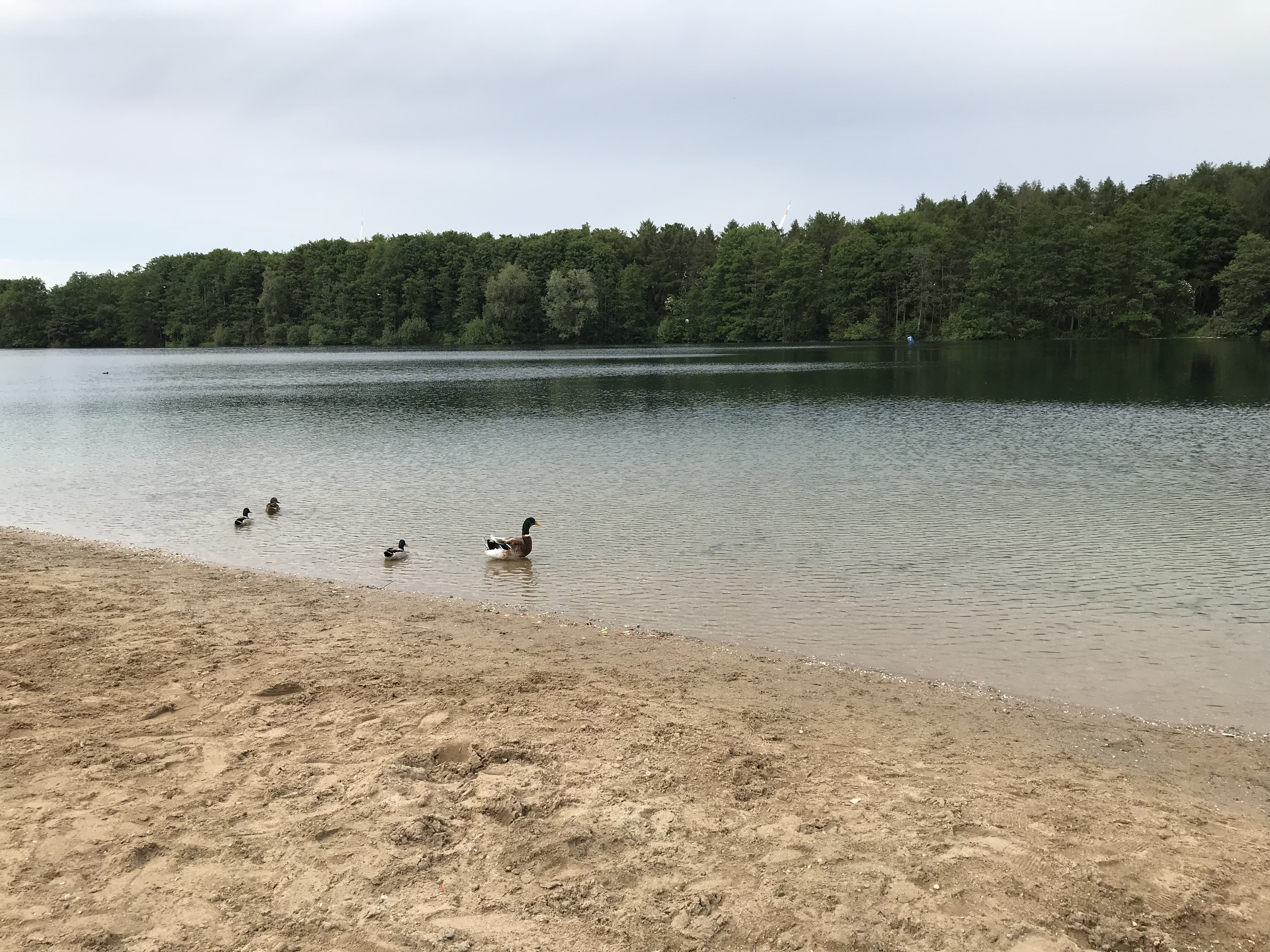

51°13′50″N 6°34′30″E / 51.23056°N 6.57500°E
卡爾斯特湖（德語：Kaarster See），是德國的湖泊，位於該國西部，由北萊茵-威斯特法倫州負責管轄，處於門興格拉德巴赫，面積0.24平方公里，最大水深20米。